# Cusina

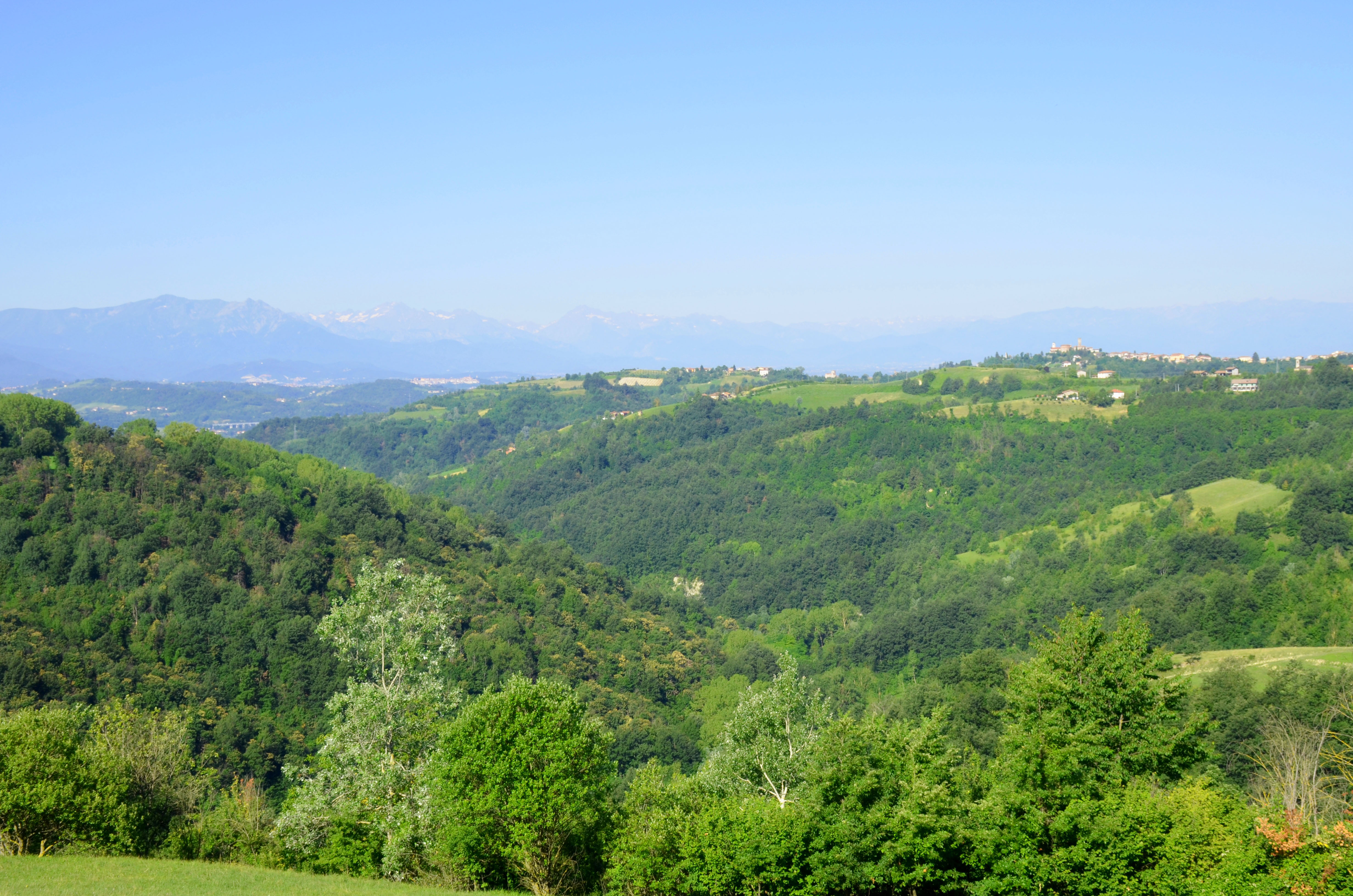
La vallata del torrente Cusina, vista da case Voarini

Il Cusina è un torrente del Piemonte, affluente di sinistra del torrente Arzola di Murazzano.

## Percorso

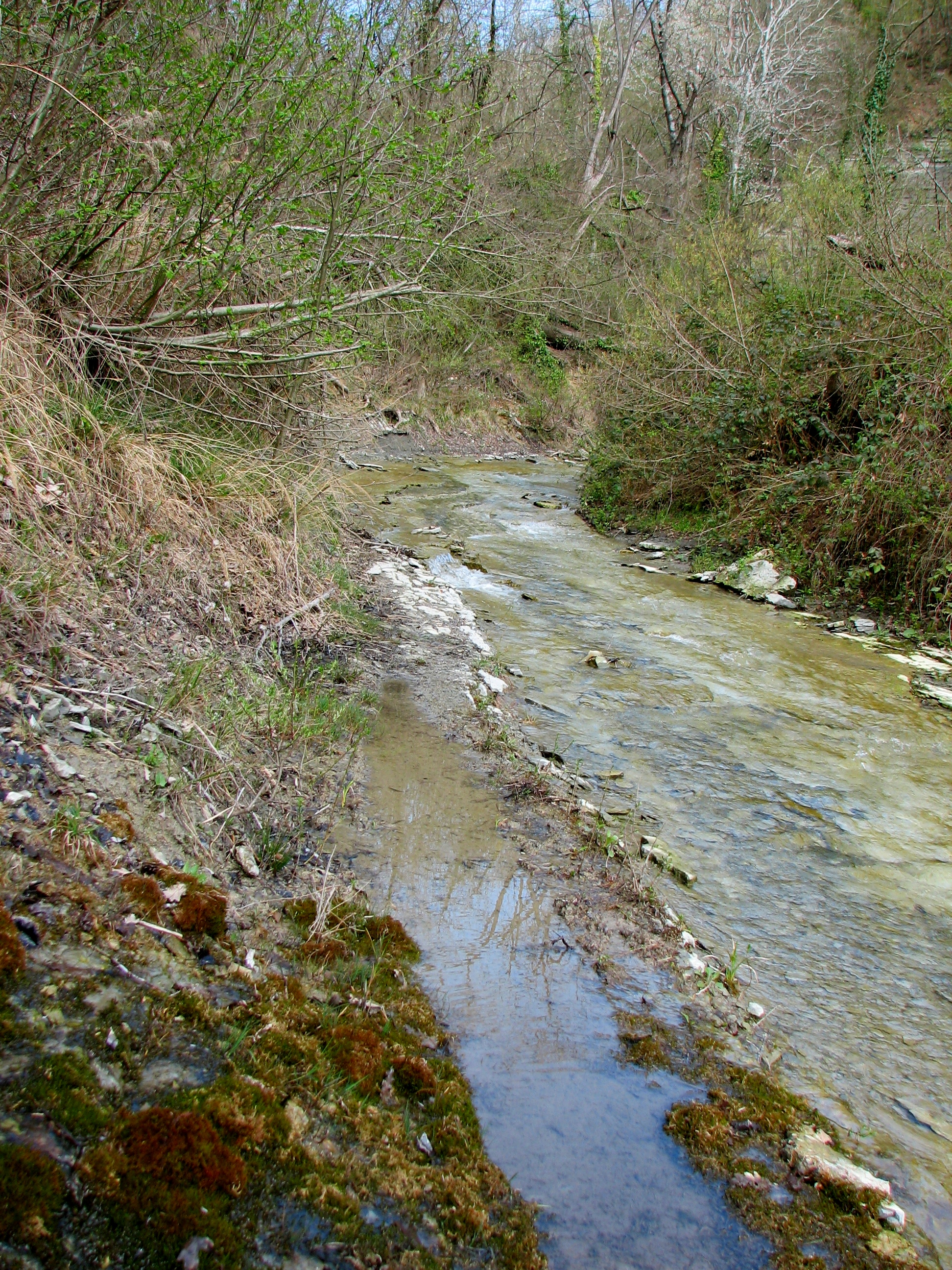
Letto del Cusina

Il Cusina ha origine dal bricco Pedaggera, di m 808, e scorre nei comuni di Murazzano, Igliano, Castellino Tanaro, Marsaglia. Confluisce nella Arzola di Murazzano tra comuni di Castellino Tanaro e Rocca Cigliè. Il percorso è inizialmente rivolto ad Ovest, nell'ultima parte si nota una deviazione verso Sud-Ovest.

## Regime idrologico
Il regime delle acque del Cusina è torrentizio, con piene autunnali e primaverili.

## Geologia

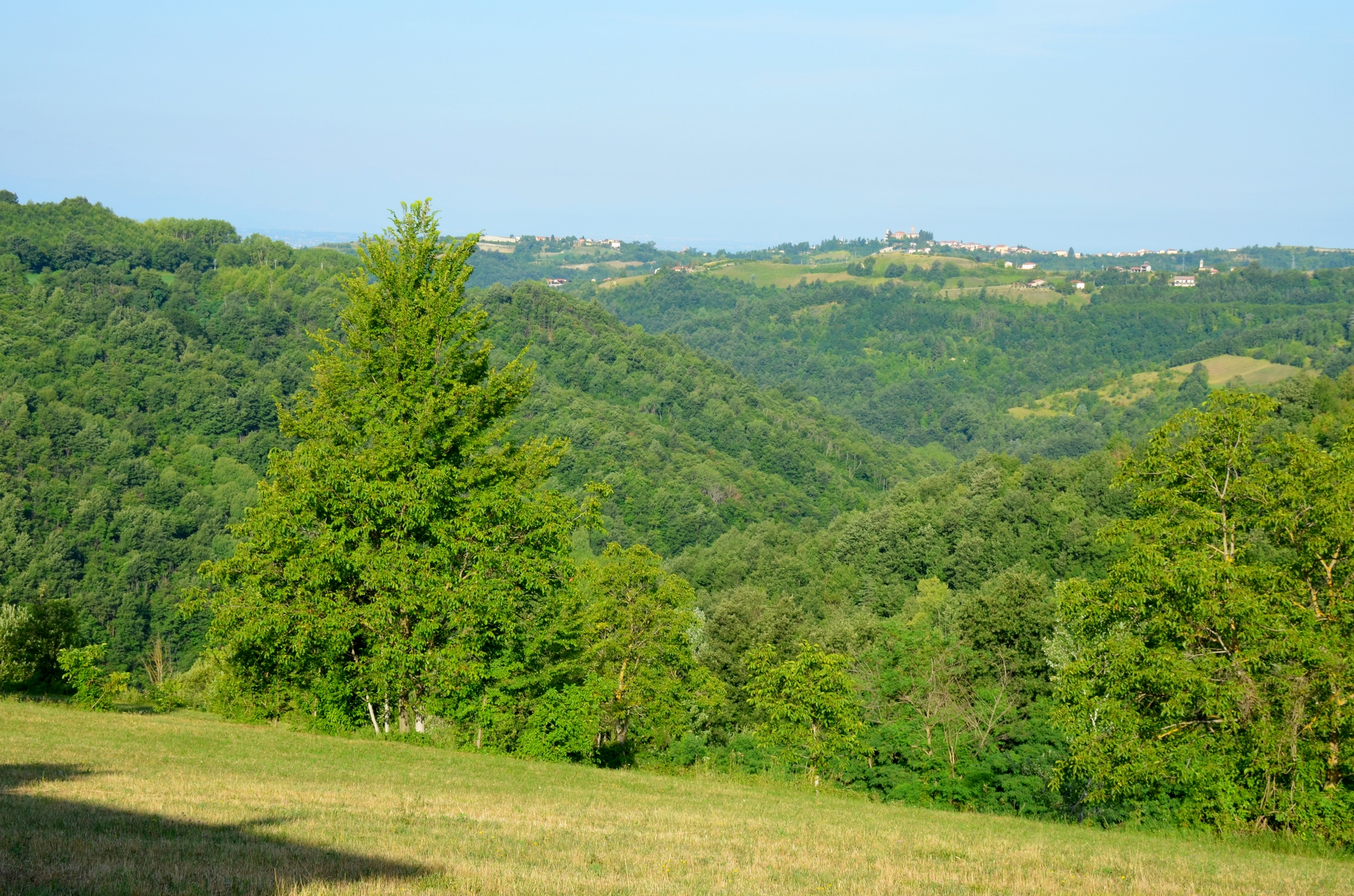
La vallata del torrente Cusina, vista verso Ovest, nei pressi di case Giaclot di Marsaglia.

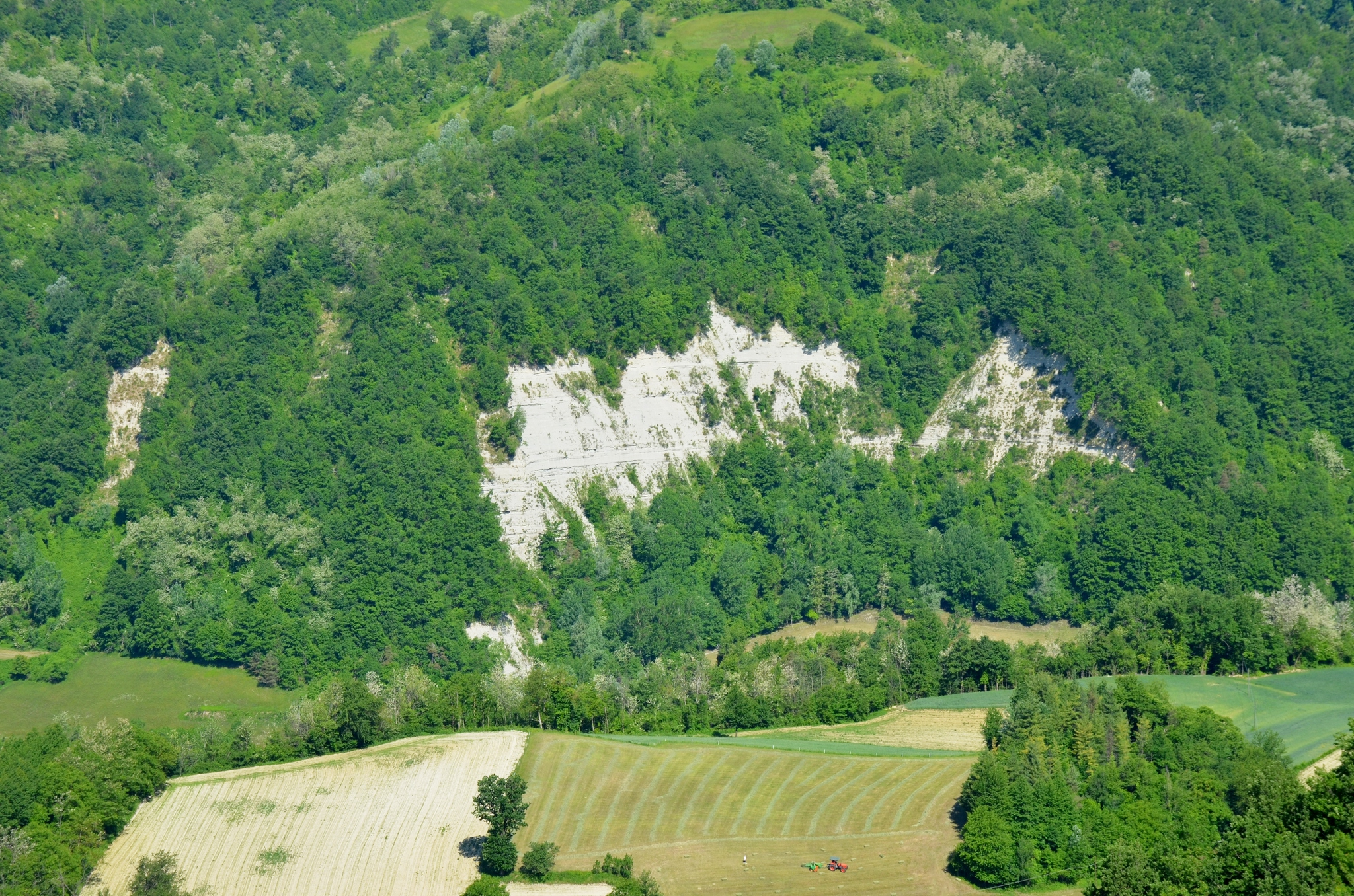
Calanchi del torrente Cusina, visti dalla torre di Castellino Tanaro

La vallata del torrente Cusina si apre entro la Formazione di Murazzano,  costituita prevalentemente di marna grigia, con intercalazioni di marne e sabbie. Nella parte terminale, in prossimità dello sbocco nel torrente Arzola di Murazzano, sono visibili alcuni calanchi. 

## Flora
Il versante sinistro della vallata del torrente Cusina è ricoperto in buona parte da boschi, nei quali prevalgono alcune essenze tra le quali il castagno (Castanea sativa) e il ciliegio selvatico (Prunus avium). Sul versante destro cresce in abbondanza il cerro (Quercus cerris) e la roverella (Quercus pubescens). Presso il fondovalle cresce l'ontano (Alnus glutinosa).